# مقام الحجاز
مقام حجاز واحد من بين أعرق المقامات الشرقية، تعود أصوله إلى أرض الحجاز، إلا أنه منتشر في بلاد فارس والعراق والشام ومصر والمغرب العربي، يمتاز مقام حجاز بغزارة الشعور وكأنه مملوء بالأسى والشفقة. هو المقام الوحيد الذي يمكن اعتباره مقاماً شرقيا وغربيا في الوقت نفسه، فبالرغم من وجود علامة ربع تون؛ إلا أنها تبرز فقط عند الصعود في سلمه (جنس فرع: راست) وتختفي مع النزول عند العودة (جنس فرع: نهاوند). هذه الصفة الازدواجية منحته آفاقاً أوسع في التعبير، ومدارك موسيقية مميزة، كما أن له طابع خاص لدى المسلمين حيث يُستخدم في الآذان و يستخدمه بعض القراء المجودين في قراءة القرآن الكريم.

## سلم المقام
يتكون مقام الحجاز من جنس حجاز وجنس راست في الصعود ويتحول لجنس نهاوند في حالة الهبوط إلا انه يمكن عزف المقام بدون علامة الربع تون.
أبعاد المقام: (نصف بعد - بعد ونصف - نصف بعد - بعد - بعد وربع - ثلاثة ارباع بعد - بعد) غالبا ما يعزف المقام من درجة الرى فيكون كالآتي : رى - مي بيمول - فا دياز - صول - لا - سي نصف بيمول - دو - رى) وفي حالة الهبوط يتم استبدال علامة السي نصف بيمول إلى سي بيمول ليتكون جنس نهاوند على النوا (الصول) 

## فروع المقام
تشتمل عائلة مقام الحجاز على العديد من المقامات الفرعية منها
- مقام الشهناز : وفيه يتم رفع درجة الدو بيكار بمقدار نصف بعد لتصبح دو دياز، وتكون درجة السي بيمول في حالتي الصعود والهبوط، وبهذه يكون المقام مكون من جنس حجاز على الري وعقد نكريز.
- مقام الحجاز كار: وهو نفس سلم مقام الشهناز ولكن يلعب من درجة الدو وليس من الرى
- مقام السوزدل: وهو نفس سلم الشهناز ولكن يلعب من درجة اللا قرار
- مقام الشدعربان: مكون كذلك من جنس حجاز وجنس نكريز ولكن يلعب من درجة الصول قرار
- مقام الحجازين: عبارة عن جنس حجاز على الري وجنس الفرع يكون حجاز أيضًا من درجة الصول
- مقام الزنجران: يتكون من جنس حجاز على الدو وجنس الفرع يكون عجم

### مقام الحجاز في الموسيقى الغربية
تعتبر علامة الربع تون غير أساسية في المقام وبالتالي يمكن عزفه على الآلات الغربية كالبيانو والجيتار إلا انه غير منتشر في الموسيقى الغربية كثيرا وقلما يتم التلحين باستخدامه ولكن جنس الحجاز موجود في أحد سلالام الموسيقى الغربية وهو سلم الهارمونيك ماينور (Harmonic Minor)

## أغانٍ على مقام الحجاز
- مضناك - محمد عبد الوهاب

- بحلم بيك - عبدالحليم حافظ.
- آخر زيارة - محمد عبده.
- البعد طال والنوى - محمد عبده.
- يامن عليه التوكل - محمد عبده.
- الله العالم - محمد عبده.
- جيت لاهل الهوى - زهور حسين.

- فوق النخل - ناظم الغزالي.[1]
- يا ليل الصب، وهي من تلحين توفيق الباشا وغناء المغنية فيروز.
- يا يمة ثاري هواي - سليمة مراد.

- مولاي اجفاني - صباح فخري.

- الحلوة دي -  سيد درويش .
- برضاك يا خالقي - ام كلثوم

- نور العين - عمرو دياب
- حبينا حبينا - فريد الأطرش
- مقطع ريانة العود من صوتك يناديني - محمد عبده
- يا أهل الهوى - محمد عبده
- مليش أمل في الدنيا دي - ليلى مراد
- منحرمش العمر منك - فريد الاطرش
- ليلة تمرين - طلال مداح
- فوق النا خل - ناظم الغزالي
- يا مولدني - جورج وسوف
- يا سارية خبريني - فلكلور سعودي

## اقرأ أيضا
- مقام نهاوند.
- مقام الرست.
- موسيقى عربية.
- مقام موسيقي.
- مقام حجاز كار.
- تاريخ الموسيقى.
- مقام اللامي.